# Марк Виниций (консул 19 года до н. э.)
Марк Вини́ций (лат. Marcus Vinicius; умер после 4 года) — римский военачальник из плебейского рода Винициев, консул-суффект Империи в 19 году до н. э.

## Биография
Марк Виниций являлся одним из крупнейших полководцев первых десятилетий Империи, личный друг Августа. Происходил он из всаднической семьи, а его родной отец носил преномен «Публий». Марк родился в городе Калы в Северной Кампании. 
В 25 году до н. э. Виниций в качестве легата-пропретора находился в Галлии, откуда совершил карательный поход против германцев, убивших римских торговцев. После Марк Виниций, по-видимому, был наместником Ахайи. Одна надпись из Коринфа в честь Марка Випсания Агриппы, датируемая 18/12 годом до н. э., упоминает среди административных районов города трибу «Виницию», вероятно, названную в его честь.
В 19 году до н. э. Виниций, в награду за свои заслуги, был назначен консулом-суффектом на место 
Гая Сентия Сатурнина. В 14—13 до н. э. в должности наместника Иллирика командовал в Паннонской войне, нанес варварам поражение, затем был сменен Агриппой и направлен в Македонию руководить наступлением на иллирийцев с юга. Предположительно, был первым римским военачальником, переправившимся на левый берег Дуная, где он разгромил бастарнов.
В 1—3 н. э. в качестве наместника Германии во главе пяти легионов пытался подавить сильное восстание местных племен; перелома в войне добиться не смог, но сумел удержать позиции на правом берегу Рейна и был награждён триумфальными отличиями.
По-видимому, до конца жизни оставался другом императора. Светоний приводит отрывок из письма Августа Тиберию:

За обедом, милый Тиберий, гости у нас были все те же, да ещё пришли Виниций и Силий Старший. За едой и вчера и сегодня мы играли по-стариковски: бросали кости и у кого выпадет «собака» или шестерка, тот ставил на кон по денарию за кость, а у кого выпадет «Венера», тот забирал деньги.— Светоний. Август. 71. 2.
Его внуком был Марк Виниций, консул 30 и 45 годов.